# اس‌ام یو-۸۶
اس‌ام یو-۸۶ (به انگلیسی: SM U-86) یک زیردریایی بود که طول آن ۷۰٫۰۶ متر (۲۲۹٫۹ فوت) بود. این زیردریایی در سال ۱۹۱۶ ساخته شد.